# Stamnophora vernoniicola
Stamnophora vernoniicola är en tvåvingeart som först beskrevs av Mario Bezzi 1918.  Stamnophora vernoniicola ingår i släktet Stamnophora och familjen borrflugor. Inga underarter finns listade i Catalogue of Life.